# Vajda Barnabás
Vajda Barnabás (Dunaszerdahely, 1970. augusztus 10.) tanár, irodalomtörténész, jelenkor-történész.

## Élete
Dunaszerdahelyen, illetve a pozsonyi magyar gimnáziumban tanult. 1988-ban érettségizett, majd 1993-ban a pozsonyi Comenius Egyetemen szerzett magyar–történelem szakos tanári oklevelet. Ezt követően a Galántai Magángimnáziumban tanított 6 évet. 1999-ben a nagy-britanniai Ashville College Harrogate-re ment tanítani, ahonnan egy év múltán hazatérve a pozsonyi Magyar Tannyelvű Gimnázium magyar-történelem-angol szakos tanára lett. 2004-ben irodalomtörténetből doktorált a Comenius Egyetem magyar tanszékén, 2005-től pedig a komáromi Selye János Egyetem Történelem Tanszékének oktatója. 2015 áprilisában a történettudomány habilitált docense lett a Pécsi Tudományegyetem Történelem Tanszékén.
Irodalomkritikákat, irodalomtörténeti, történeti tanulmányokat publikál. Két területtel foglalkozik behatóbban: a hidegháború történetével és történelemdidaktikával.

## Elismerései
- 2000 Katedra-díj

## Művei
- 2005 Sigmund Freud és a XX. sz. eleji magyar irodalom
- 2006 Monoszlóy Dezső.
- 2006 A XX. század nagy beszédei. (szerk.)
- 2007 A XX. sz. magyar beszédei. (szerk.)
- 2009 Bevezetés a történelemdidaktikába és történelemmetodikába.
- 2011 Államhatár és identitás – Komárom/Komárno. (szerk.)
- 2011 Egy szabad hang Kelet-Európában – A Szabad Európa Rádió tevékenységéről a hidegháború alatt.
- Rádio Slobodná Európa a jeho činnosť vo východnej Európe (Egy szabad hang Kelet-Európában); Pedagogická fakulta Univerzita Jána Selyeho, Komárno, 2013; szlovákra ford. Czintula Attila (Monographiae Comaromienses, 11.)
- Hidegháború és európai integráció. Régi és új szempontok a 20. század második felének történeti értelmezéséhez; Selye János Egyetem, Komárno, 2015
- Várostörténeti fejezetek a csehszlovák szocializmus korából. Az urbanizáció formái Dél-Szlovákiában; szerk. Vajda Barnabás, Gaucsík István; Selye János Egyetem, Komárno, 2015
- 2019 Dunaszerdahely 1945-1989.